# Bazyli (patriarcha Antiochii)
Bazyli – mianowany przez zwolenników soboru chalcedońskiego patriarcha Antiochii; sprawował urząd w latach 456–458.